# Franz von Lenbach
Franz Seraph Lenbach (* 13 tháng 12 1836 ở Schrobenhausen; † 6 tháng 5 1904 tại München), từ 1882 Ritter von Lenbach (hiệp sĩ), là một nhà họa sĩ Đức trường phái chủ nghĩa hiện thực.
Ông nổi tiếng ở Đức và Áo qua những tranh vẽ chân dung. Trong số đó có tranh của Otto von Bismarck, hai hoàng đế Đức Wilhelm I und Wilhelm II, hoàng đế Áo Franz Joseph, Giáo hoàng Lêô XIII cũng như một số lớn những người nổi tiếng trong giới kinh tế, nghệ thuật và xã hội của cuối thế kỷ 19. Một số nhà sử gia nghệ thuật gọi ông là ông hoàng họa sĩ của München („Münchner Malerfürst").

## Tiểu sử

### Thời niên thiếu

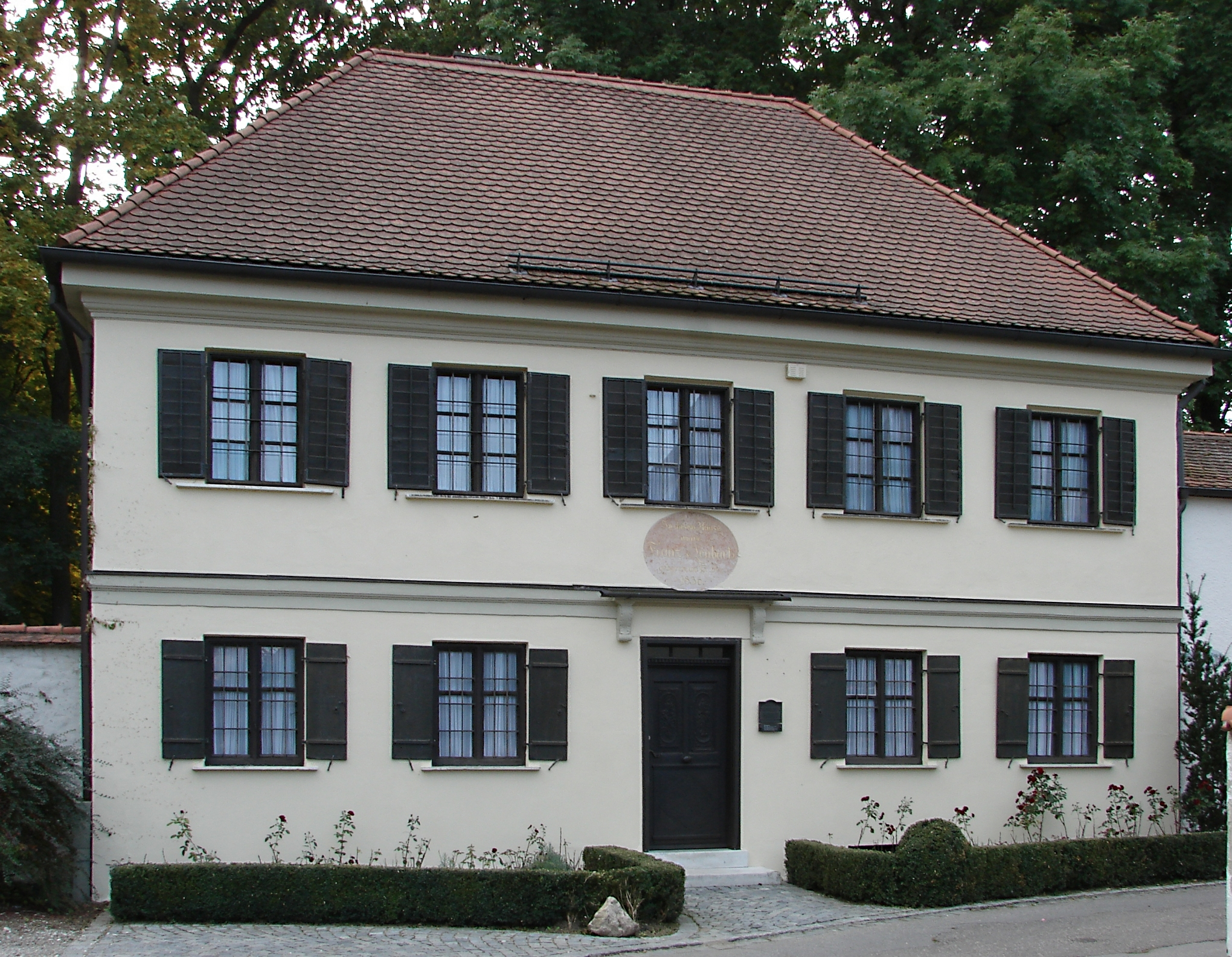
Nơi sinh, xây năm 1823

Franz là con thứ 4 từ cuộc hôn nhân thứ hai của nhà thợ hồ thành phố Franz Joseph Lenbach.
Từ nhỏ ông đã phụ cha trong công việc thợ hồ và vẽ. Từ 1848 đến 1851, ông học nghề tại Landshut, từ 1851 đến 1852, ông học nghề với nhà điêu khắc Anselm Sickinger ở München. Khi cha ông chết 1852, ông phụ người anh cùng cha khác mẹ trong hãng của cha mình và năm sau trở thành thợ hồ.

### Học vấn
Mùa thu 1852, ông theo học cao đẳng bách khoa Augsburg, để học về cách vẽ nhân vật. Vào các ngày chủ nhật, ông vẽ tranh sơn dầu ngoài thiên nhiên, và khi có thời giờ rảnh ông nghiên cứu vẽ lại các bức tranh trong các viện triển lãm tranh ở đó. 1853 ông làm bạn với sinh viên cao đẳng nghệ thuật München Johann Baptist Hofner, và dọn về gác xép nhà bạn ở Aresing. Cùng với nhau họ vẽ tranh làng mạc và chân dung những người ở trong vùng.
Tháng 1 năm 1854, ông được nhận vào cao đẳng nghệ thuật München. Ông học ở đó 3 khóa về vẽ căn bản, trước khi được nhận vào lớp vẽ kỹ thuật của Hermann Anschütz.
Tháng 11 năm 1857, ông xin vào học lớp vẽ của Karl Theodor von Piloty, người chuyên về lối vẽ cổ điển.

## Một số tác phẩm

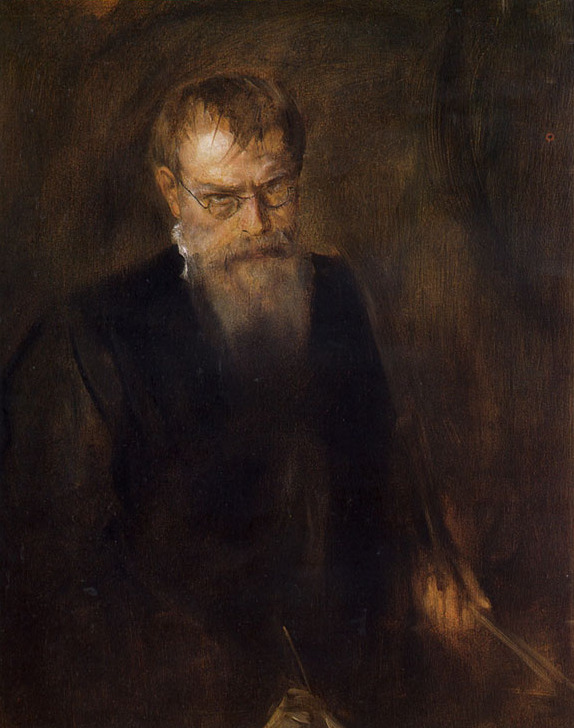
Franz von Lenbach, tự vẽ, 1900
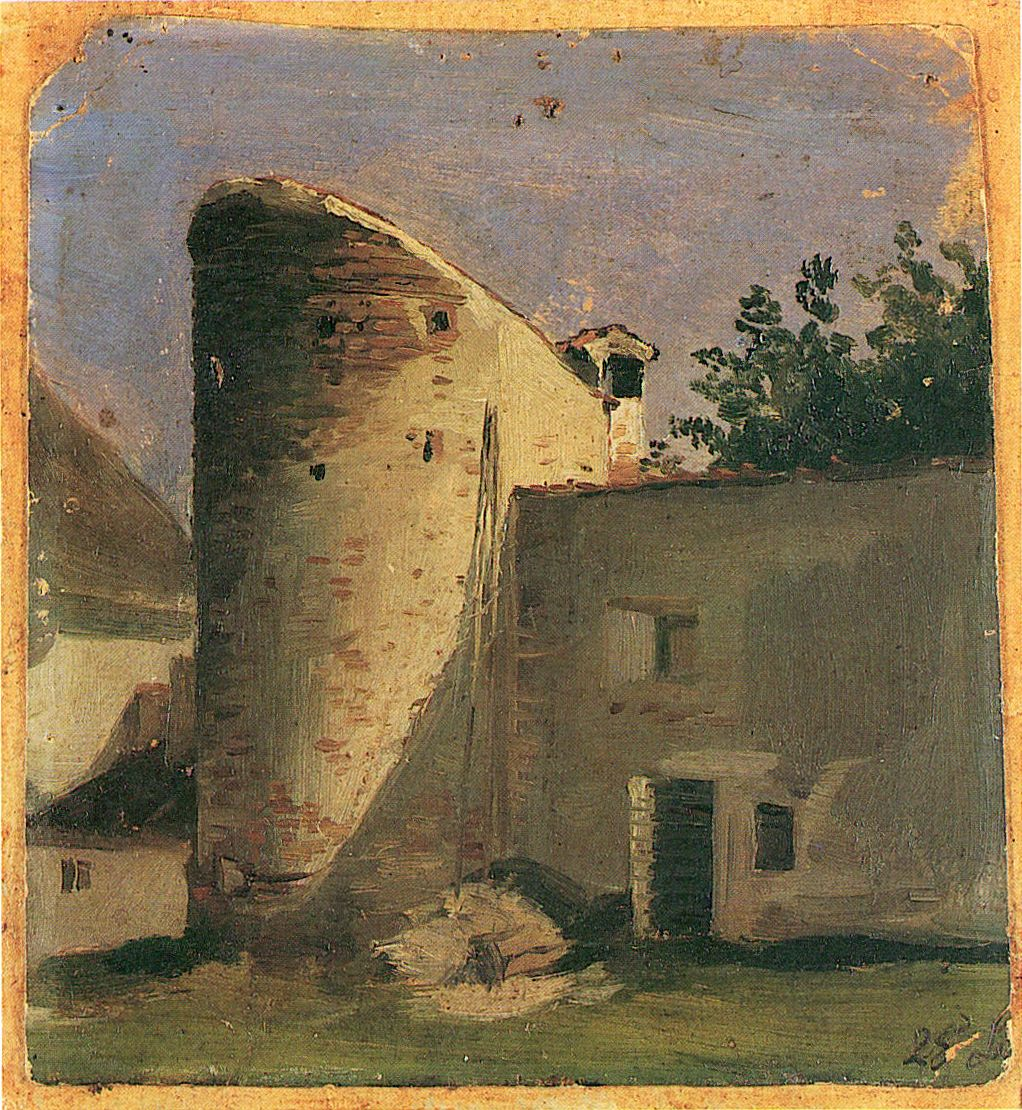
Tháp tường bên cạnh nhà cha mẹ, 1854. Städtische Galerie im Lenbachhaus, München
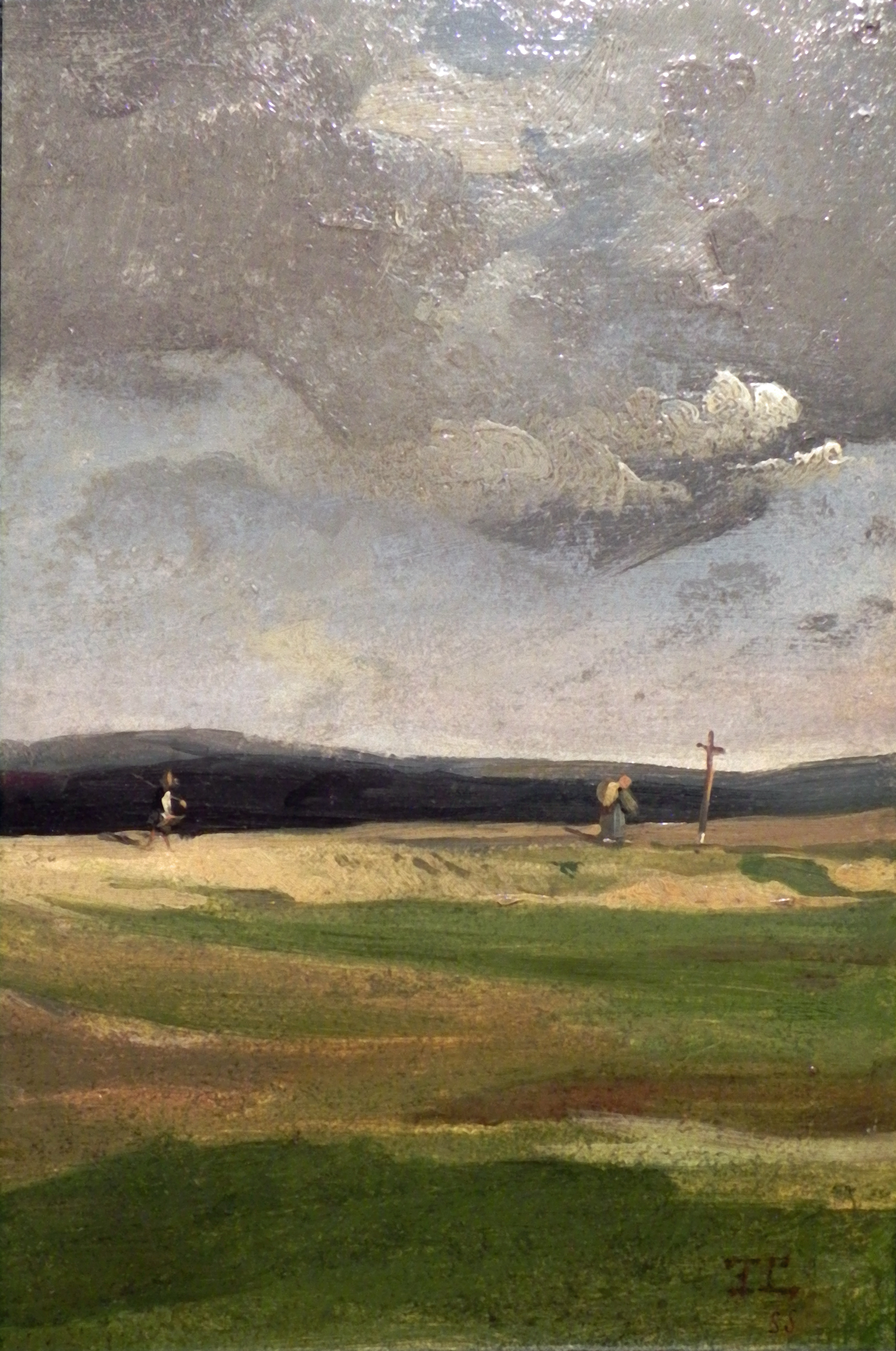
Sắp bão, 1855. Niedersächsisches Landesmuseum Hannover
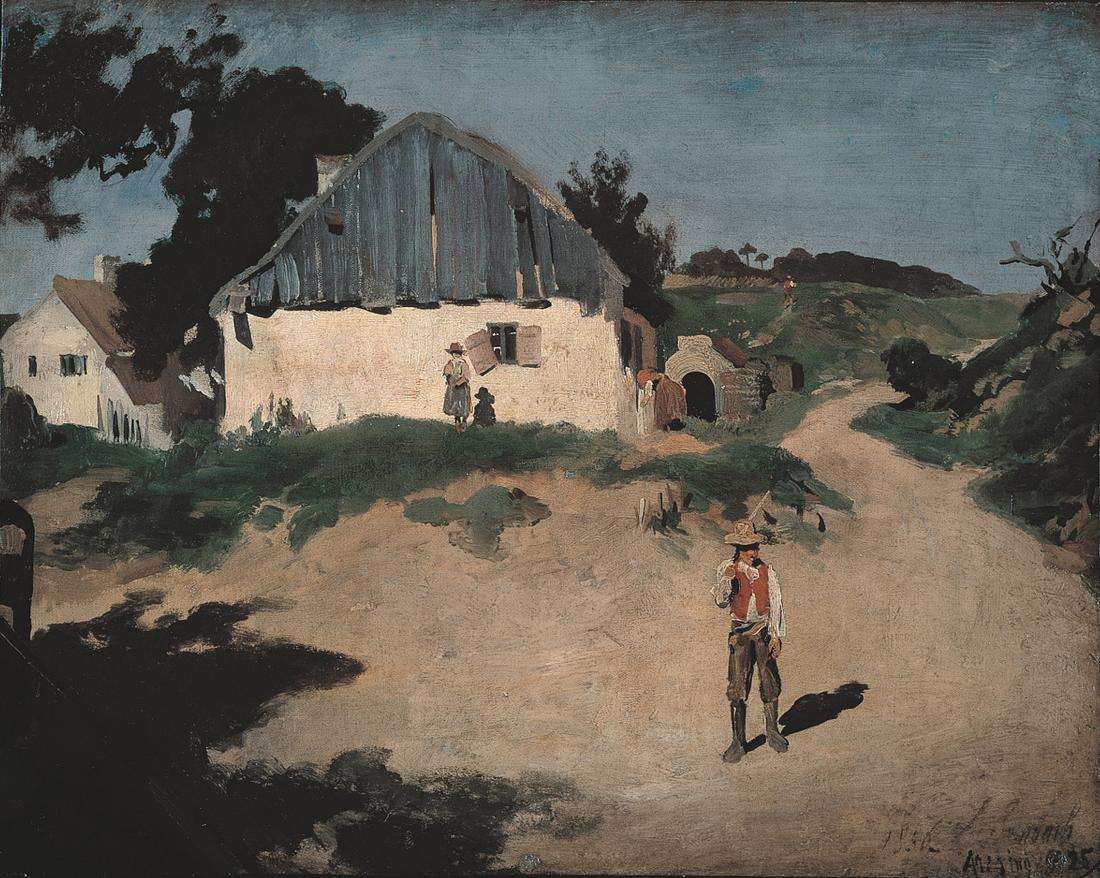
Đường làng ở Aresing, 1856. Neue Pinakothek, München